# Bombus brachycephalus
Espèce
Statut de conservation UICN

 EN A2bc : En danger
Bombus brachycephalus est une espèce de bourdons vivant en Amérique centrale.

## Répartition et habitat
On le trouve au Mexique, au Guatemala, au Honduras et au Salvador. Il vit dans les forêts de pins et de chênes, ainsi que dans les forêts tropicales décidues et sempervirentes.